# سمعية ممتاز
سمعية ممتاز هي عارضة وممثلة باكستانية، ولدت في 1970 بكراتشي في باكستان.

## وصلات خارجية
- سمعية ممتاز على موقع IMDb (الإنجليزية)
- سمعية ممتاز على موقع قاعدة بيانات الفيلم (الإنجليزية)